# Tephrosia vogelii
Tephrosia vogelii är en ärtväxtart som beskrevs av Joseph Dalton Hooker. Tephrosia vogelii ingår i släktet Tephrosia och familjen ärtväxter. Inga underarter finns listade i Catalogue of Life.

## Bildgalleri

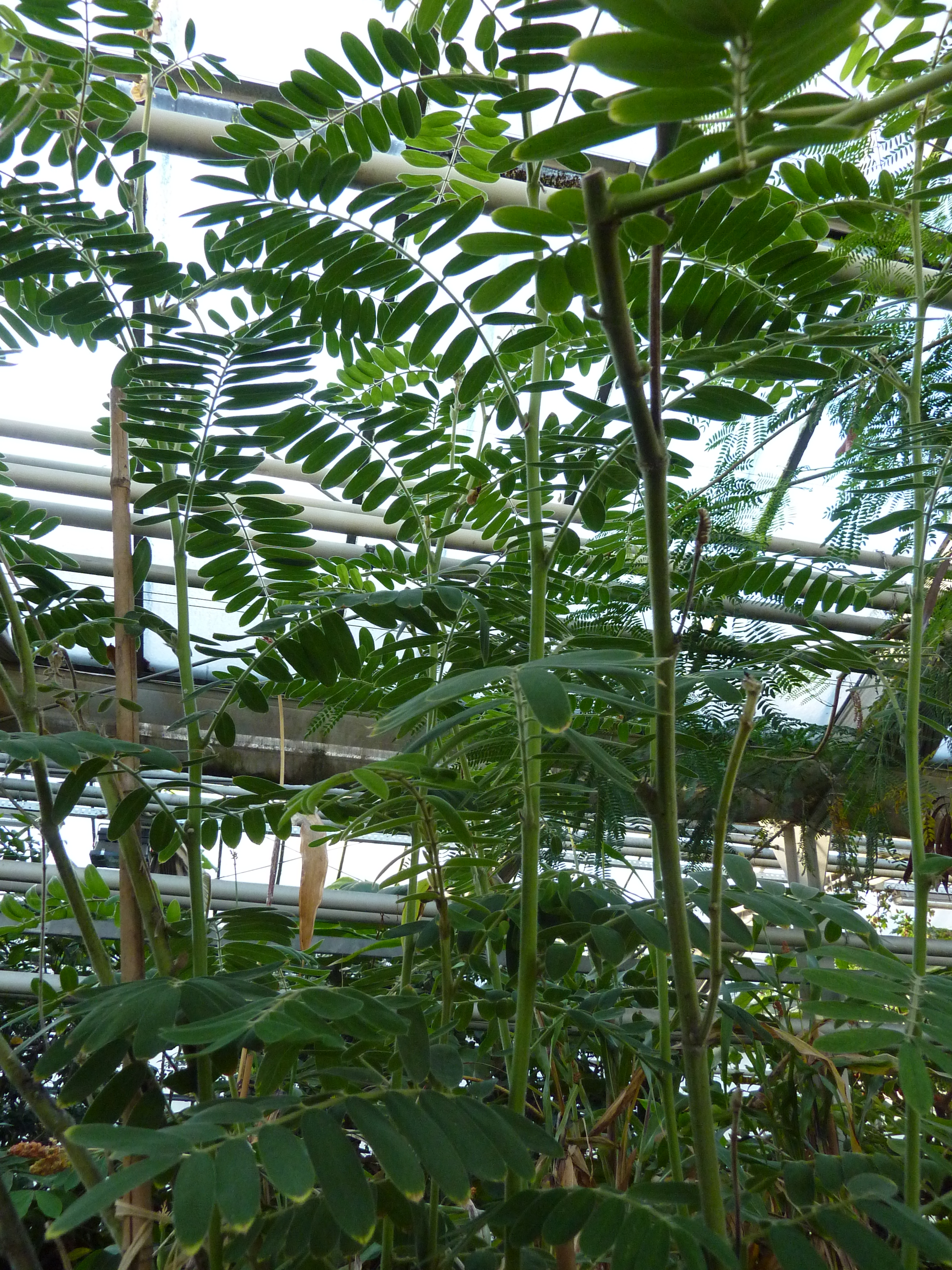
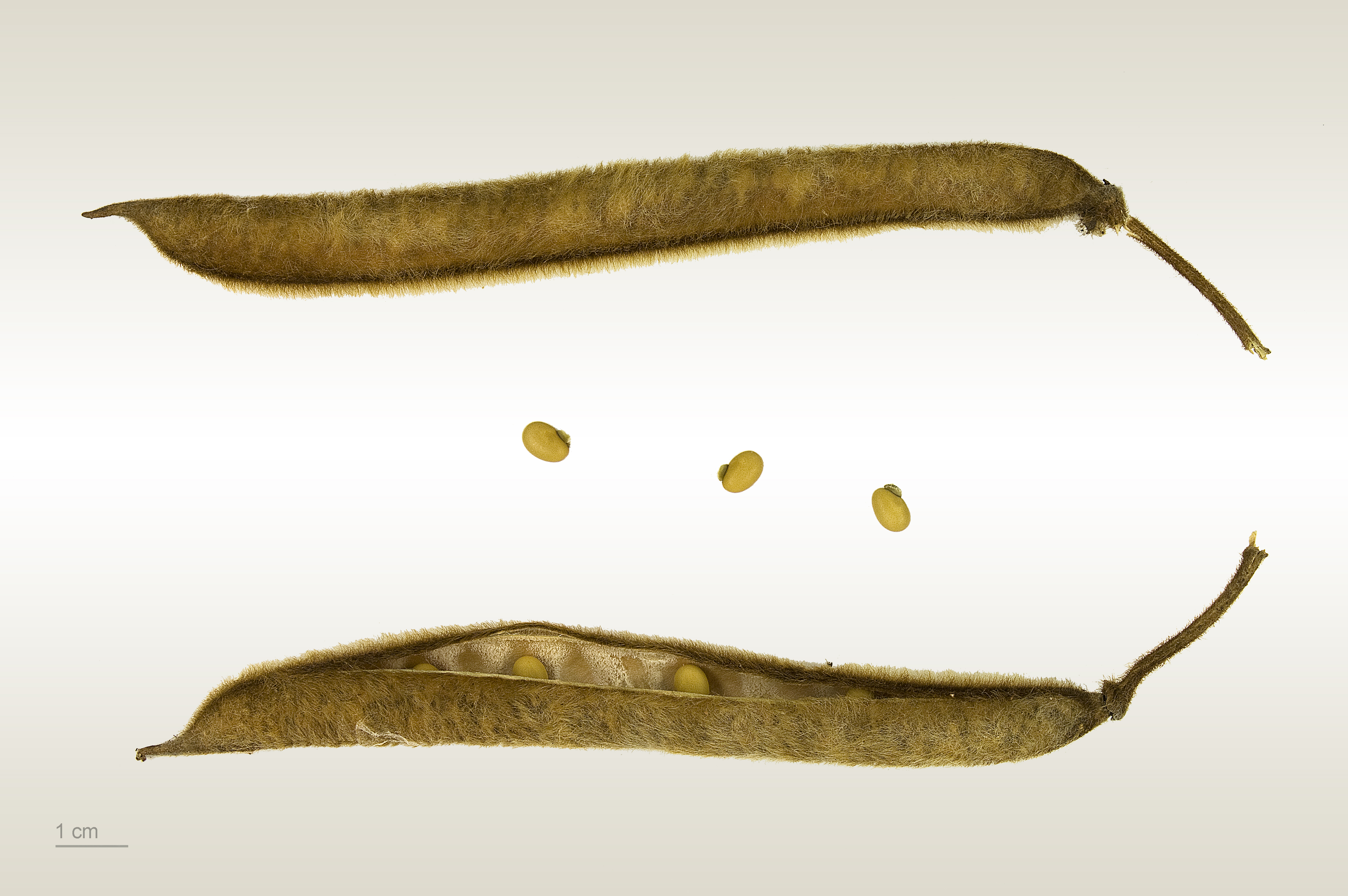